# 노인도
노인도(盧仁道, 1935년 8월 18일~2018년 7월 1일)는 대한민국의 정치인이다. 제14대 국회의원을 지냈다. 본관은 교하이며, 충청남도 아산군 출생이다.

## 학력
- 경동고등학교 졸업
- 연세대학교 경영대학원 수료

## 경력
- 충남 아산 둔포농협조합장(6선)
- 농협중앙회 대의원(5선), 운영위원(2선)
- 농협중앙회 상임감사(초대직선), 농민신문사 감사
- 벨기에 세계농민대회 한국대표 단장
- 아ㆍ태지역 농업금융협회총회 대표단장
- 한국 아동인구개발 의원연맹(CPU)위원
- 제14대 국회의원 (민주자유당)
- 한일의원연맹 위원
- 국회 농림수산위원회 위원
- 대통령선거 농어촌대책특별위원회 부위원장
- 민자당 농어촌발전특별위원회 위원
- 국회 UR대책특별위원회 위원
- 민자당 국가경쟁력강화특별위원회 위원

## 가족 관계
- 배우자 : 박순규
  - 아들 : 노민호, 노정호, 노세호, 노문호
  - 딸 : 노윤옥
    - 사위 : 이덕영

## 역대 선거 결과
| 실시년도 | 선거  | 대수 | 직책     | 선거구 | 정당       | 득표수      | 득표율         | 순위        | 당락 | 비고 |
| -------- | ----- | ---- | -------- | ------ | ---------- | ----------- | -------------- | ----------- | ---- | ---- |
| 1992년   | 총선  | 14대 | 국회의원 | 전국구 | 민주자유당 | 7,923,718표 | \| \| 38.5% \| | 전국구 32번 |      | 초선 |
|          | 38.5% |      |          |        |            |             |                |             |      |      |